# PRISM

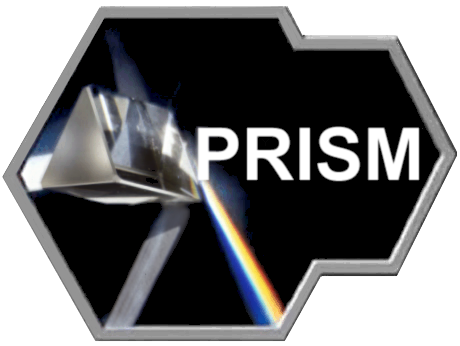
Logo des PRISM-Programms.
Das zugrundeliegende Foto stammt von dem britischen Wissenschaftler und Fotografen Adam Hart-Davis, der jedoch entgegen seinen eigenen Copyright-Bedingungen weder als Urheber genannt noch verlinkt wurde und auch nicht um Erlaubnis für die Verwendung gefragt wurde.

PRISM (US: [ˈprɪzəm]; GB: [ˈprɪz(ə)m]; deutsch Prisma) ist ein seit 2005 existierendes und als Top Secret eingestuftes Programm zur Überwachung und Auswertung elektronischer Medien und elektronisch gespeicherter Daten. Bei der Bezeichnung PRISM handelt es sich um ein Apronym mit der Bedeutung Planning tool for Resource Integration, Synchronization, and Management („Planungswerkzeug für Ressourcenintegration, Synchronisation und Management“). Es wird von der US-amerikanischen National Security Agency (NSA) geführt und gehört wie die anderen Teilprogramme „Mainway“, „Marina“ und „Nucleon“ zu dem groß angelegten Überwachungsprogramm „Stellarwind“.
Laut einer zuerst von der US-amerikanischen Washington Post und dem britischen Guardian im Juni 2013 veröffentlichten Präsentation sind an dem Programm neun der größten Internetkonzerne und Dienste der USA beteiligt: Microsoft (u. a. mit Skype), Google (u. a. mit YouTube), Facebook, Yahoo, Apple, AOL und Paltalk.
PRISM soll eine umfassende Überwachung von Personen innerhalb und außerhalb der USA ermöglichen, die digital kommunizieren. Dabei sei es der NSA und dem FBI laut der Washington Post möglich, auf live geführte Kommunikation und gespeicherte Informationen bei den beteiligten Internetkonzernen zuzugreifen, wobei aus den Folien selbst lediglich hervorgeht, dass es Echtzeitbenachrichtigungen zu gewissen Ereignissen gibt, z. B. wenn sich ein Benutzer anmeldet oder eine E-Mail verschickt. Auf welche Daten zugegriffen werden kann, soll laut einem Bericht der Süddeutschen Zeitung vom jeweiligen Anbieter abhängen.
Aufgedeckt wurde dieses Programm durch den Techniker Edward Snowden, einen ehemaligen CIA- und NSA-Mitarbeiter, der die Daten als „Whistleblower“ dem Guardian und der Washington Post zuspielte. Einige US-Politiker und IT-Sicherheitsexperten sowie zahlreiche Bürgerrechtsgruppen und -aktivisten haben die ohne konkreten Verdacht vorgenommenen Überwachungsmaßnahmen im Rahmen des Programms als „illegal“ bzw. als „Bruch der US-Verfassung“ bezeichnet.
Die Veröffentlichungen zu PRISM sind Teil verschiedener Offenlegungen geheimer US-amerikanischer Dokumente, durch die Edward Snowden die Überwachungs- und Spionageaffäre 2013 auslöste.

## Verfahren der Datensammlung
Zur Entstehung des Überwachungsprojektes erklärt die Nachrichtenagentur Associated Press (AP), das geheime Projekt mit dem Namen „US-984XN“ sei als Folge des Protect America Act entstanden, der es Behörden gestattet, mit einer breiten, unspezifischen Erlaubnis Daten zu beschlagnahmen. Das hatte offenbar zur Folge, dass seit 2006 kontinuierlich alle Telefon-Verbindungsdaten von Telefonaten gespeichert wurden, an denen ein US-Anschluss beteiligt ist.
Details über die genaue Funktionsweise von PRISM sind nur insoweit bekannt wie es die vom Guardian präsentierten Folien erkennen lassen: Einen direkten Zugriff der US-Behörden auf die Server der beteiligten US-Unternehmen soll es nicht gegeben haben. Weitere Details bezüglich der Funktionsweise sind bislang nicht bekannt.
Ein zu PRISM funktional ähnlicher Vorläufer war die PROMIS-Software der 1980er-Jahre.
Genehmigungen zur elektronischen Kommunikationsüberwachung erteilt das elfköpfige Geheimgericht United States Foreign Intelligence Surveillance Court (FISC).
Durch eine kurze Bestätigung, dass ein Facebook-Nutzer in Terroraktivitäten oder in die Verbreitung von Nuklearwaffen verstrickt sei, soll ein NSA-Analyst vollen Zugriff auf die konzerneigenen Suchoptionen erhalten. Bei Skype-Nutzern genüge schon der Verbindungsaufbau, um die Überwachung zu aktivieren. Google-Fotodatenbanken, eingegebene Suchbegriffe, Gmail- und Google-Drive-Daten sollen ebenfalls durch die NSA überwacht werden.
Laut c’t-Magazin, das sich auf die PRISM-Veröffentlichungen bezog, standen Anfang April 2013 weltweit 117.675 Menschen unter einer Echtzeit-Überwachung der NSA.

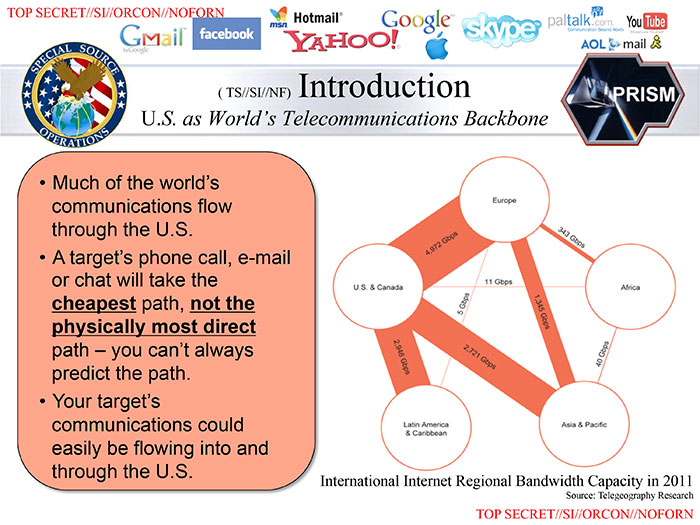
Darstellung der weltweiten Kommunikationsverbindungen, die größtenteils über die Vereinigten Staaten laufen
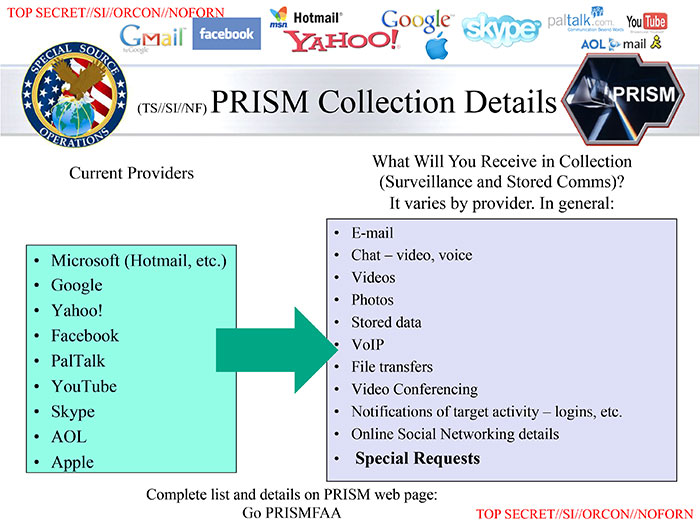
Erfasste Daten einzelner Webseiten
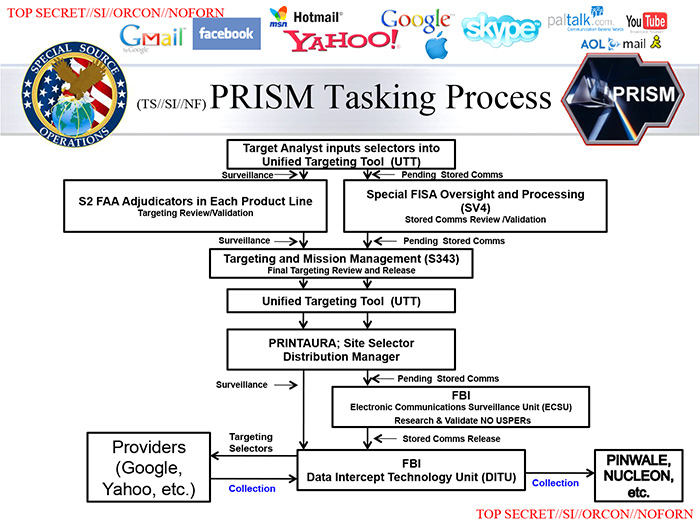
Datenströme und Aufgabenverteilung im Rahmen der Abarbeitung einer PRISM-Abfrage
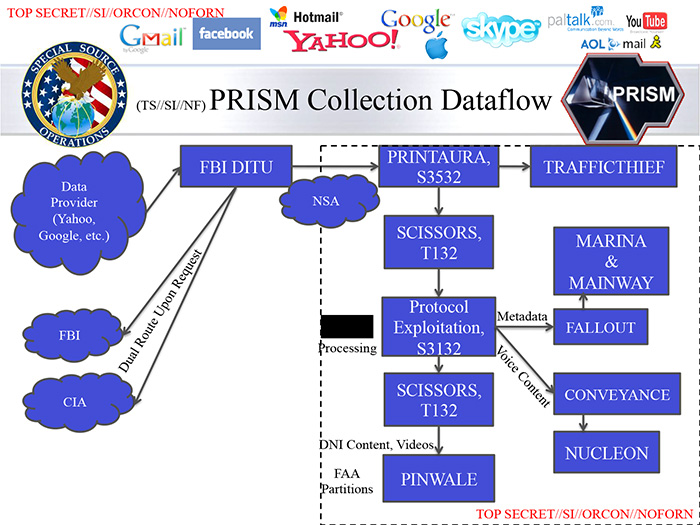
Interne Bezeichnung der Teilprogramme für die Überwachung der verschiedenen Kommunikationsarten
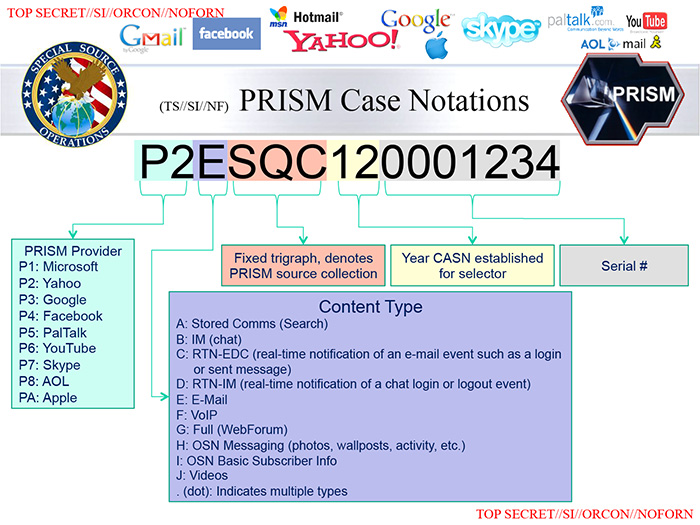
Interne Notationsregeln für die Bezeichnung einer PRISM-Abfrage
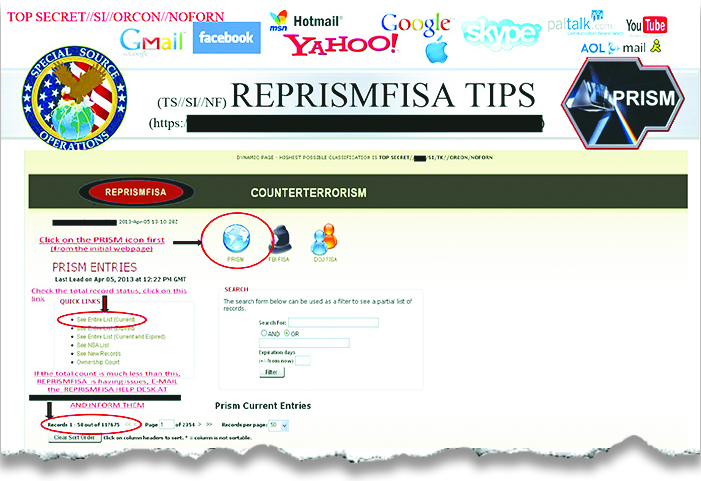
Suchmaske für Abfragen an die PRISM-Datenbank

## Reaktion der US-Regierung
Laut New York Times bestätigte der Director of National Intelligence, James R. Clapper als Reaktion auf die Veröffentlichung von PRISM, dass die US-Regierung seit fast sechs Jahren heimlich Informationen über Nicht-US-Bürger außerhalb der Vereinigten Staaten von den größten US-amerikanischen Internetfirmen wie etwa Google, Facebook und seit kurzem Apple auf der Suche nach terroristischen Bedrohungen sammle. Dieses Programm basiere auf einem vom US-Kongress bestätigten Gesetz, Section 702 des Foreign Intelligence Surveillance Act (FISA), und sei legal. Es wäre unter der Kontrolle des Foreign Intelligence Surveillance Court (FISC) und würde von den zuständigen Ausschüssen des US-Kongress beaufsichtigt. Das Sammeln, Speichern und die Weitergabe von Daten von US-Bürgern und Menschen, die sich auf US-Gebiet befinden, sei minimiert worden. Kurz zuvor hatten Regierungsstellen ein weiteres Überwachungsprogramm bestätigt, das seit sieben Jahren auf breiter Basis Metadaten von Telefonverbindungen in den USA sammelt. Auch dies wurde einen Tag vorher durch den Guardian öffentlich gemacht.
Der US-Geheimdienstchef Clapper sagte weiter, PRISM sei kein geheimes Sammelprogramm, sondern ein internes Computersystem der Regierung. Die Regierung könne nur dann eine Internetüberwachung anordnen, wenn es einen „zulässigen und dokumentierten geheimdienstlichen Zweck im Ausland“ gebe. Darunter fielen der Kampf gegen den Terrorismus, die Verbreitung von Waffen und Cyberbedrohungen. Als Folge der neuen Erkenntnisse wurde Clapper beschuldigt, in einer Anhörung im US-Kongress am 12. März 2013 gelogen zu haben. Er antwortete dort auf die Frage des Senators Ron Wyden “Does the NSA collect any type of data at all on millions or hundreds of millions of Americans?” (Ron Wyden: Slate, deutsch: „Sammelt die NSA überhaupt irgendeine Art von Daten über Millionen oder Hunderte von Millionen von Amerikanern?“) mit “No sir … not wittingly.” (James Clapper: Slate, deutsch: „Nein … nicht wissentlich.“).
Präsident Barack Obama am 7. Juni 2013: “What you’ve got is two programs that were originally authorized by Congress, have been repeatedly authorized by Congress.” (Barack Obama: The New York Times, deutsch: „Was wir haben, sind diese beiden Programme, ursprünglich vom Kongress genehmigt, wiederholt vom Kongress genehmigt.“).
Das Weiße Haus rechtfertigte die umfassende Überwachung mit Festnahmen in zwei wichtigen Fällen. Der Guardian zitierte dagegen Experten, nach denen die Informationen der NSA in beiden Fällen keine oder nur eine untergeordnete Rolle gespielt hätten.
Vor mehreren Ausschüssen (House Intelligence Committee und Senate Intelligence Committee) rechtfertigte der NSA-Direktor General Keith B. Alexander das Programm mit der erfolgreichen Verhinderung von angeblich über 50 möglichen Terrorakten seit den Anschlägen vom 11. September 2001. Zehn davon hätten die USA betroffen, aber auch in 20 weiteren Ländern seien Anschläge verhindert worden.
Kurz nach den ersten Veröffentlichungen des Guardian über die Datenüberwachungsprogramme der NSA schränkte die US-Army den Zugriff auf die Website der Zeitung für alle ihre Angehörigen ein.

## Bewertung und Kritik

### USA
In einer am 12. Juni 2013 publizierten Umfrage gaben 53 % der erwachsenen US-Amerikaner an, die publik gewordenen Überwachungsprogramme abzulehnen, und 37 % gaben an, diesen Programmen zuzustimmen.
Sowohl in der amerikanischen Öffentlichkeit als auch in der Politik wird die Debatte besonders darüber geführt, dass mit PRISM anscheinend auch amerikanische Bürger ohne konkreten Verdacht überwacht werden, was laut einiger Kommentatoren als sogenanntes Domestic Spying (auf Deutsch etwa: „Spionage im Inland“) im Widerspruch zum vierten Zusatzartikel der amerikanischen Verfassung stehe. Im Gegensatz dazu trifft die Überwachung von Nicht-Amerikanern vielfach auch auf Zustimmung.
Datenschützer bewerteten die Stellungnahmen der genannten beteiligten Unternehmen als mehr oder weniger intelligent vorgebrachte „verweigerbare Verweigerungen“, die einen NSA-Vollzugriff auf sämtliche gespeicherten Nutzerdaten nicht ausschlössen – ob dieser Zugriff nun direkt oder indirekt auf die Daten erfolge, während sie entweder auf den Servern lägen oder kurz nachdem sie die Server ins Internet verlassen hätten.

#### US-Kongressabgeordnete
In der amerikanischen Politik herrscht unter den Abgeordneten beider Parteien ein breiter Konsens, dass PRISM notwendig und sinnvoll sei. Lediglich einige wenige Abgeordnete, entweder des linken oder rechten Randes, äußerten sich ablehnend. Diese Haltung wurde zum Teil erheblich kritisiert.
In Folge der Veröffentlichungen zu PRISM und anderen Überwachungsprogrammen wandte sich am 27. Juni 2013 eine überparteiliche Gruppe von 26 US-Senatoren, angeführt von Ron Wyden, einem Mitglied des United States Senate Select Committee on Intelligence, in einem Brief an James Clapper, den nationalen Geheimdienstdirektor. Die Senatoren baten um Aufklärung über den Umfang der Überwachung von Amerikanern und beschwerten sich über die geheime Reinterpretation des USA PATRIOT Acts sowie über die irreführenden Aussagen verschiedener Vertreter der Geheimdienste. In einer Presseerklärung fügte die Gruppe hinzu, dass die kürzlich öffentlich gewordenen Überwachungsprogramme gezeigt hätten, wie die geheimen Reinterpretationen des USA PATRIOT Act es erlaube, massive Datenmengen über die Kommunikation von US-Bürgern, die nichts falsch gemacht hätten, zu sammeln.

#### New York Times
Die New York Times kritisierte die generell zustimmende Haltung der Kongress-Abgeordneten zu den Überwachungsprogrammen in einem Leitartikel:

“For years, members of Congress ignored evidence that domestic intelligence-gathering had grown beyond their control, and, even now, few seem disturbed to learn that every detail about the public’s calling and texting habits now reside in a N.S.A. database.”

„Über Jahre haben die Kongressabgeordneten Beweise dafür ignoriert, dass die nachrichtendienstliche Datenerhebung im Inland ihrer Kontrolle entwachsen ist, und sogar jetzt scheinen nur wenige verstört über die Erkenntnis zu sein, dass jedes Detail der Telefonier- und Schreibgewohnheiten der Bevölkerung nun in einer NSA-Datenbank gespeichert ist.“

Bereits zuvor hatte die New York Times der Regierung von Präsident Obama in einem Editorial bescheinigt, alle Glaubwürdigkeit in diesem Bereich verloren zu haben.

#### Bill O’Reilly (Fernsehmoderator)
Der als rechtskonservativ geltende Fernsehmoderator Bill O’Reilly bezeichnete in dem Sender Fox News die Überwachungsprogramme als „gefährlich“ und stimmte damit offenbar erstmals in einer Einschätzung mit linksliberalen Politikern und Medien, wie dem Boston Liberal überein. Es sei nach wie vor unklar, was die Regierung tatsächlich tue, aber nach dem kürzlichen Bekanntwerden der Benachteiligung konservativer Gruppen durch die Steuerbehörde IRS sehe er die Gefahr, dass etwa korrupte Regierungsangestellte die gewonnenen Daten illegal nutzen könnten. O’Reilly merkte auch an, dass all das Eindringen der Regierung in die Privatsphäre der Bürger die Bombenattentäter des Boston-Marathons nicht gestoppt habe – obwohl diese überall im Internet ihre Spuren hinterlassen hätten.

#### Beverly Gage (Historikerin)

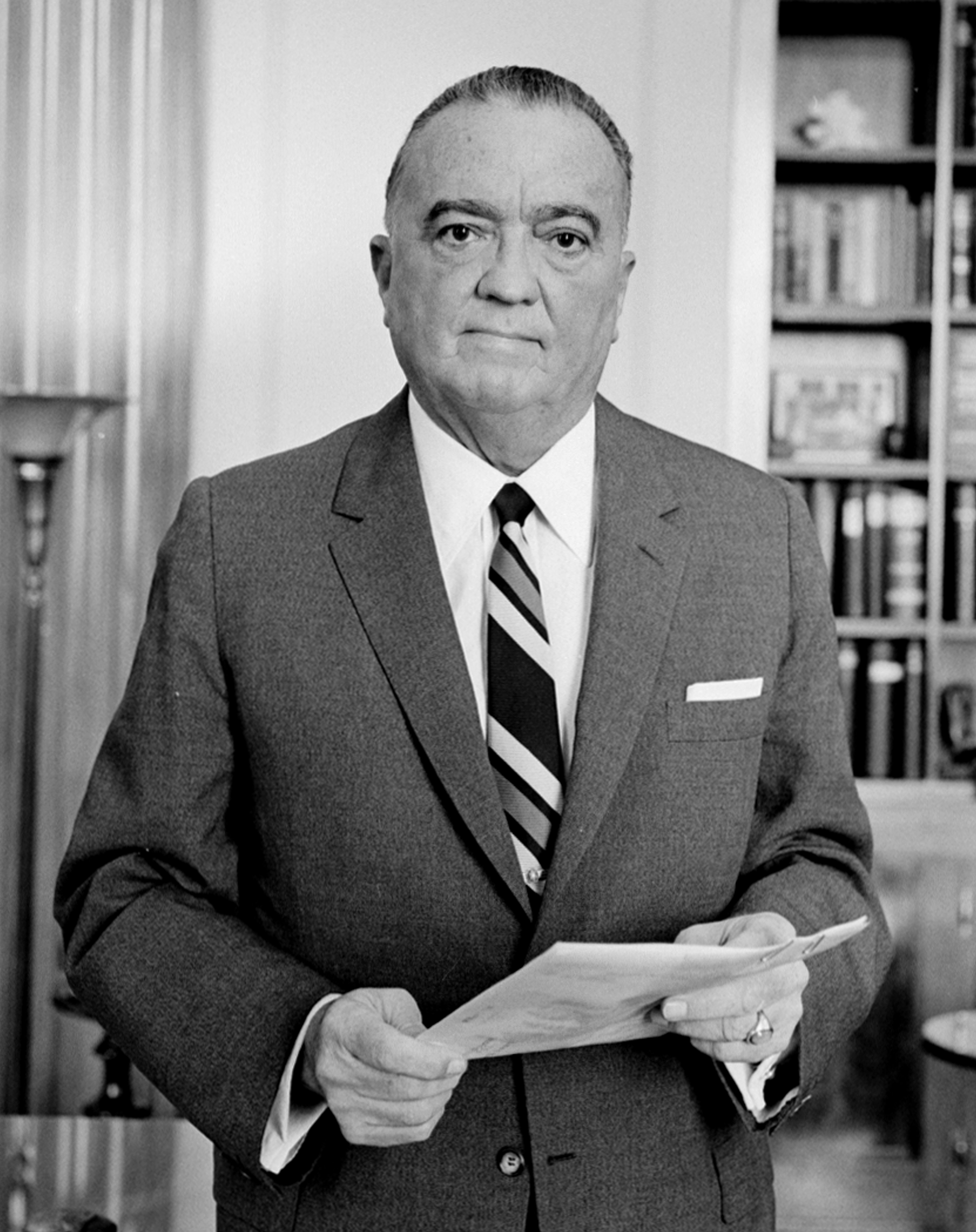
FBI-Chef J. Edgar Hoover ließ in den 1960er- und 1970er-Jahren auf der letztlich ergebnislosen Suche nach „kommunistischen Agenten“ die Bürgerrechts- und Anti-Vietnamkriegsbewegung in den USA mit dem COINTELPRO-Programm illegal überwachen und manipulieren.

Beverly Gage, Professorin für die Geschichte der USA im 20. Jahrhundert, wies auf die Ähnlichkeit des im Juni 2013 bekannt gewordenen Überwachungsprogramms mit ähnlichen Programmen der 1960er- und 1970er-Jahre hin, insbesondere des vom damaligen FBI-Chef J. Edgar Hoover ins Leben gerufenen geheimen und illegalen COINTELPRO-Programms des FBI. Die Behörde und der Auslandsgeheimdienst CIA (Operation CHAOS) hatten damals mit diesen weitgehend illegalen geheimen Programmen verschiedenste US-Bürgerrechtsgruppen und die Antikriegsbewegung gegen den Vietnamkrieg in großem Stil überwacht, unterwandert, diskreditiert und unterdrückt. Die nach der Aufklärung dieser Missbräuche eingerichteten Kontrollinstanzen und -mechanismen würden heute offensichtlich nur noch als „Durchwink-Instanzen“ für die expansiven Bestrebungen der Geheimdienste dienen. Besonders verstörend sei, dass die Programme damals klar illegal gewesen seien, aber heute unter dem Deckmantel der Legalität und des Übereinstimmens mit der Gesetzeslage präsentiert würden:

“Unlike Hoover’s activities, the NSA’s programs come to us with the seal of congressional and judicial approval. It didn’t take J. Edgar Hoover to engineer this scandal. We did it to ourselves.”

„Anders als bei Hoovers damaligen Aktivitäten kommen die Programme der NSA mit dem Gütesiegel des Kongresses und der Justiz. Es brauchte keinen J. Edgar Hoover, um diesen Skandal zu fabrizieren. Wir taten uns das selbst an.“

#### Daniel Ellsberg (Whistleblower und Bürgerrechtler)

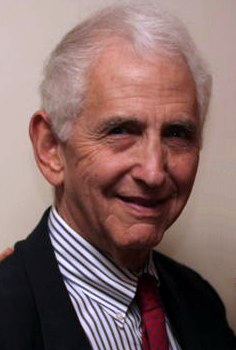
Daniel Ellsberg brachte 1973 die geheimen Pentagon-Papiere über das Fehlverhalten mehrerer US-Regierungen während des Vietnamkriegs als Whistleblower an die Öffentlichkeit. Er sieht die nun bekannt gewordenen Überwachungsprogramme als Verstoß gegen die US-Verfassung an und als Gefahr für die amerikanische Demokratie.

Der frühere Regierungsmitarbeiter Daniel Ellsberg, der 1973 als Whistleblower geheime Dokumente über rechtswidrige Handlungen und Lügen mehrerer US-Regierungen während des Vietnamkriegs öffentlich machte, bezeichnete die Veröffentlichungen Snowdens zu PRISM als die wichtigsten in der Geschichte der USA:

“Snowden’s whistleblowing gives us the possibility to roll back a key part of what has amounted to an ‘executive coup’ against the US constitution.”

„Snowdens Whistleblowing gibt uns die Möglichkeit, einen wesentlichen Teil dessen zurückzudrängen, was einem Putsch der Regierung gegen die US-Verfassung gleichkommt.“

Ellsberg betitelte einen Artikel im britischen Guardian über die Affäre mit der Zeile “Edward Snowden: Saving us from the United Stasi of America” (Daniel Ellsberg: The Guardian, deutsch: „Edward Snowden rettet uns vor der Vereinigten Stasi von Amerika“) und schrieb darin, dass seit den Anschlägen vom 11. September 2001 eine Entwicklung eingesetzt habe, die die Bill of Rights außer Kraft setze, für die die Menschen 200 Jahre lang gekämpft hätten. Insbesondere seien der vierte Zusatzartikel („Fourth Amendment“) und fünfte Zusatzartikel der US-Verfassung, die die Bürger vor unbegründetem Eindringen der Regierung in ihr Privatleben schützen würden, praktisch aufgehoben worden. Die Behauptung von Präsident Obama, all dies sei legal, nannte Ellsberg „Nonsens“. Diese Kräfte seien „extrem gefährlich“ (extremely dangerous).

#### Bruce Schneier (IT-Sicherheitsexperte)
Der US-amerikanische Sicherheitsanalytiker Bruce Schneier brachte seine Kritik auf die simple Formel:

“Knowing how the government spies on us is important. Not only because so much of it is illegal – or, to be as charitable as possible, based on novel interpretations of the law – but because we have a right to know.”

„Es ist wichtig zu wissen, wie die Regierung uns ausspioniert. Nicht nur weil so viel davon illegal ist oder, um es so wohlmeinend wie möglich zu formulieren, auf neuen Interpretationen der Gesetze basiert, sondern auch weil wir ein Recht darauf haben, es zu wissen.“

Sein abschließendes Fazit lautet “We need whistle-blowers” (Bruce Schneier: The Atlantic, deutsch: „Wir brauchen Whistleblower“).

### Deutschland

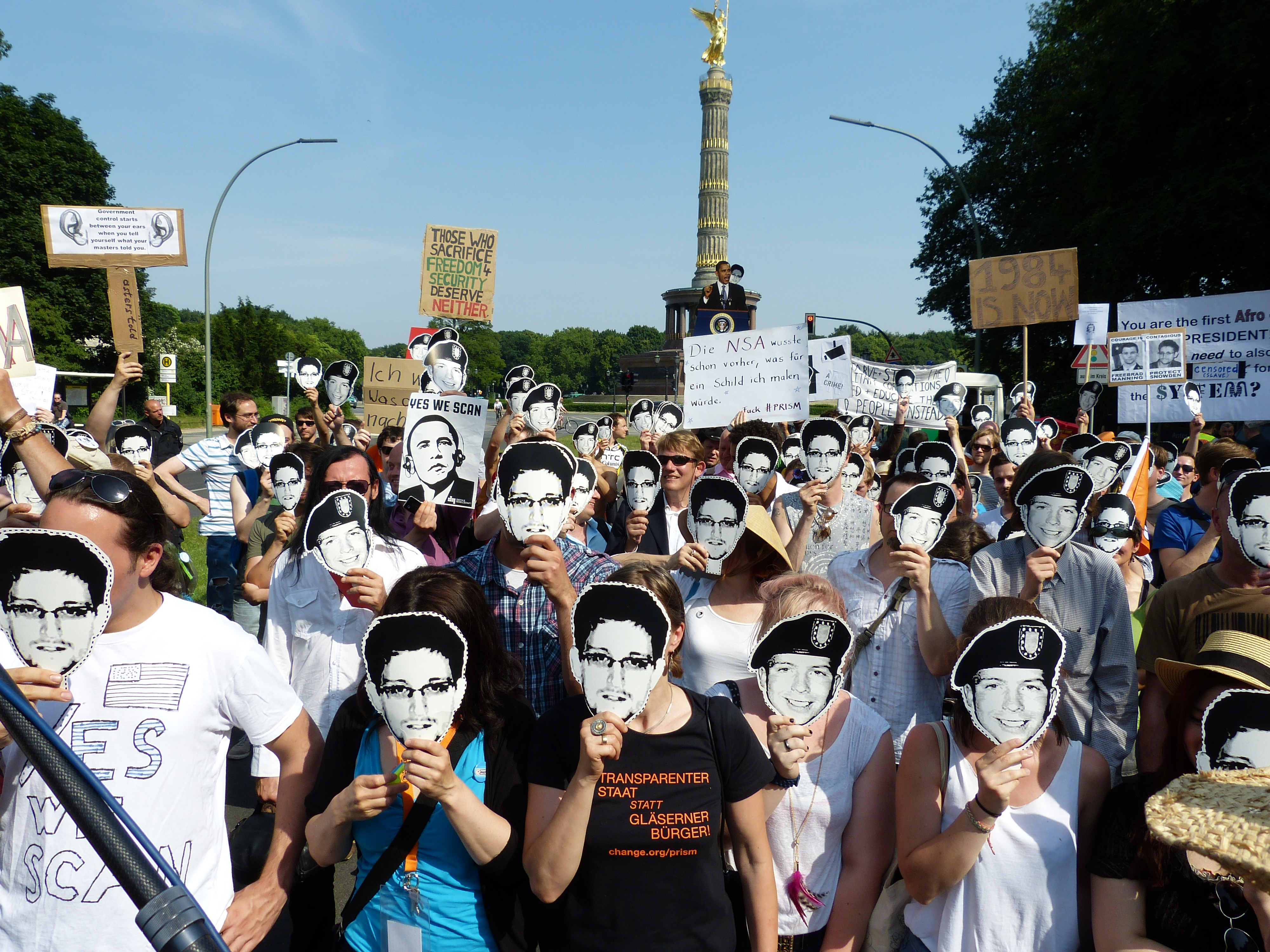
Demo der Piratenpartei gegen PRISM während des Berlin-Besuchs des US-amerikanischen Präsidenten Barack Obama im Juni 2013

Nachdem sich nach den ersten Veröffentlichungen bereits verschiedene Bundesminister öffentlich geäußert hatten, sprach Bundeskanzlerin Angela Merkel das Thema beim Deutschlandbesuch des US-Präsidenten Barack Obama Ende Juni 2013 an. Sie forderte ihn auf, die Balance zwischen dem Sicherheitsbedürfnis der Bürger und ihrem Recht auf Privatsphäre zu wahren. Im weiteren Verlauf der Debatte gab die Bundeskanzlerin überwiegend ausweichende Stellungnahmen ab und erklärte in der Bundespressekonferenz, dass es nicht ihre Aufgabe sei, sich in Details des Programms wie etwa den möglichen Zugriff durch die Bundeswehr, einzuarbeiten.
Die Justizministerin Sabine Leutheusser-Schnarrenberger widersprach der Stellungnahme des US-Präsidenten Barack Obama vom 7. Juni 2013 „Man kann nicht 100 Prozent Sicherheit und 100 Prozent Privatsphäre und null Unannehmlichkeiten haben“ (Barack Obama: Der Tagesspiegel): „Ich teile diese Einschätzung nicht. Eine Gesellschaft ist umso unfreier, je intensiver ihre Bürger überwacht, kontrolliert und beobachtet werden. Sicherheit ist im demokratischen Rechtsstaat kein Selbstzweck, sondern dient der Sicherung von Freiheit.“ (Sabine Leutheusser-Schnarrenberger: Spiegel Online).
Von den USA verlangt sie Aufklärung: „Der Verdacht der überbordenden Kommunikationsüberwachung ist so besorgniserregend, dass er nicht im Raum stehen bleiben darf. Deswegen gehört jetzt an erste Stelle Offenheit und Aufklärung durch die US-Administration selbst. Alle Fakten müssen auf den Tisch.“ (Sabine Leutheusser-Schnarrenberger: Spiegel Online)
Der deutsche Bundesinnenminister Hans-Peter Friedrich hingegen betonte, dass er nicht an dem rechtlich korrekten Vorgehen der USA im Zusammenhang mit dem Datensammeln durch PRISM zweifle und argumentiert: „Jeder, der wirklich Verantwortung für die Sicherheit für die Bürger in Deutschland und Europa hat, weiß, dass es die US-Geheimdienste sind, die uns immer wieder wichtige und richtige Hinweise gegeben haben.“. Bezugnehmend auf die Äußerungen von Kabinettskollegin Leutheusser-Schnarrenberger formulierte er „So geht man nicht mit Freunden um, die im Kampf gegen den Terrorismus unsere wichtigsten Partner sind.“. Zwei Wochen später in einem Interview mit dem Münchner Merkur formulierte er in Kenntnis der weiteren Veröffentlichungen „Wenn die USA die Bundesregierung oder deutsche Botschaften ausspionieren würden, würde uns das in der Tat überraschen. Das erwartet man nicht von befreundeten Staaten. Wenn das zutrifft, wäre eine Entschuldigung erforderlich. Zunächst gilt es jedoch eine klare Faktenlage zu schaffen. Daran arbeiten wir derzeit mit Hochdruck.“ Nach eigenen Angaben habe Friedrich vor der Enthüllung nichts von PRISM gewusst.
In einer länger als eine Stunde andauernden Debatte am 26. Juni 2013 im Bundestag überhäuften sich die Abgeordneten der Regierungs- und Oppositionsfraktionen gegenseitig mit Vorwürfen und lieferten sich Wortgefechte über die „Konsequenzen für Deutschland aus der internationalen Internetüberwachung“.
Der Bundesdatenschutzbeauftragte Peter Schaar forderte, die Überwachung der Bürger durch internationales Recht zu begrenzen. Von Programmen wie PRISM seien vor allem Nicht-Amerikaner betroffen, die dabei praktisch keine Möglichkeit hätten, sich zu verteidigen. Durch den Austausch der Daten unter den Geheimdiensten werde der verfassungsrechtliche Schutz der Staatsbürger „unterminiert, weil ja die rechtsstaatlichen Begrenzungen jeweils nur die eigenen Sicherheitsbehörden binden“. Rainer Wendt, Vorsitzender der Deutschen Polizeigewerkschaft, bezeichnete die Verteidigung des NSA-Überwachungsprogramms PRISM durch Obama dagegen als mutig, entschlossen und richtig.
In einer kurz nach der ersten Veröffentlichung Anfang Juni durchgeführten Umfrage sagte knapp die Hälfte der befragten Deutschen aus, dass sie sich nicht von der NSA überwacht fühlen. 40 Prozent der Befragten fanden es richtig, dass Staaten die Kommunikation im Internet überwachen, um sich zu schützen. In der Altersgruppe zwischen 18 und 24 Jahren stimmten nur 28 Prozent der Aussage zu, dass der Staat Internetdienste auswerten solle. Bei Internetnutzern aller Altersgruppen will im Durchschnitt mehr als jeder Dritte seine Nutzung entsprechender Dienste beenden.
Jakob Augstein  befand nach Bekanntwerden des Überwachungsprogramms Prism: „Wenn dauernd und massenhaft Grundrechte gebrochen werden, ist die Demokratie bedroht und die Republik gefährdet.“
Seit Juli 2013 wird in Deutschland eine umfangreiche öffentliche Debatte darüber geführt, ob und seit wann die deutsche Bundesregierung unter Angela Merkel und frühere Bundesregierungen von PRISM und der damit einhergehenden Überwachung und Ausspähung der deutschen Bevölkerung wussten oder dies sogar gebilligt haben.
Im Mai 2015 enthüllten der NDR, WDR und die Süddeutsche Zeitung, dass es nie eine Aussicht auf ein No-Spy-Abkommen gab. Danach wusste das Bundeskanzleramt schon im Januar 2014, dass es kein No-Spy-Abkommen mit den USA geben wird. Das geht aus einem internen Vermerk zum Verhandlungsstand hervor, den netzpolitik.org im Juni 2015 veröffentlichte. Trotzdem behauptete man gegenüber Bundestag und Medien das Gegenteil. Sabine Leutheusser-Schnarrenberger urteilte, das Kanzleramt habe letztlich die Menschen und den Koalitionspartner FDP „hinter die Fichte geführt“. Es sei ein „Potemkinsches Dorf“ errichtet worden, „um das Thema wegzudrücken und alle ruhigzustellen.“ Bundeskanzlerin Merkel habe es wohl ausgereicht, dass sie aus dem Spionageprogramm herausgenommen worden sei.
Seit dem 18. Juli 2013 wird über ein vermeintliches NATO/ISAF-Programm namens PRISM berichtet, welches – so einige Stimmen – auch von der Bundeswehr in Afghanistan genutzt werde, direkt oder indirekt, aber nicht mit dem bisher bekannten PRISM identisch sei. Andere Veröffentlichungen sprechen jedoch davon, dass es ein einziges System sei.

### Europäisches Parlament
EU-Abgeordnete kritisieren Internetüberwachung scharf. Jan Philipp Albrecht, der Berichterstatter für die Datenschutz-Grundverordnung: „Es geht um Rechtsstaatlichkeit und Demokratie, mit denen die massenhafte Überwachung nicht vereinbar ist“ (Jan Philipp Albrecht: Heise Online). Der Schutz vor solch weitreichender Überwachung sei Voraussetzung für einen demokratischen Staat. Sophie in ’t Veld kritisierte Innenkommissarin Cecilia Malmström, die für den Anti-Terrorkampf und die Datenweitergabeabkommen mit den USA zuständig ist, an der Debatte nicht teilgenommen zu haben. Seit langer Zeit bestünden Fragen nach der Rechtmäßigkeit der Verarbeitung von Daten der EU-Bürger durch US-Behörden, aber auch zu umstrittenen Gesetzen wie dem Foreign Intelligence Surveillance Act. An die Adresse der EU-Mitgliedstaaten sagte Sophie in ’t Veld, diese überwachten ihre Bürger mit ähnlichen Programmen.
Auf einem Treffen der EU-Justizminister am 14. Juni 2013 versprach der US-amerikanische Ressortkollege Eric Holder Aufklärung. Gemeinsam wurde eine transatlantische Expertengruppe vereinbart.

## Stellungnahmen beteiligter Unternehmen

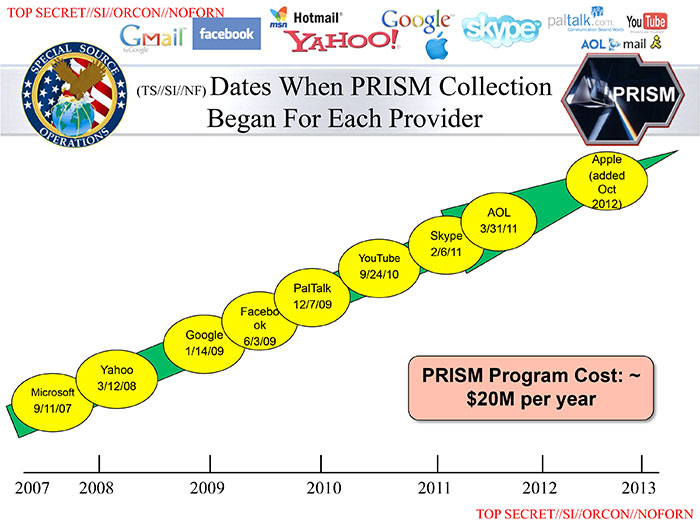
Mutmaßlich an PRISM teilnehmende Unternehmen und das Datum ihres Eintritts in das Programm

Nach Veröffentlichung der Präsentation zum PRISM-Programm mit Nennung der beteiligten Unternehmen haben sich einige der Konzerne zu den Vorwürfen geäußert.
Google, Facebook und Microsoft baten am 11. Juni 2013 darum, die Anfragen der Geheimdienste veröffentlichen zu dürfen. Die meisten Unternehmen gaben in ihren Stellungnahmen an, sie würden den an PRISM beteiligten amerikanischen Geheimdiensten keinen direkten Zugriff auf ihre Datenbanken gewähren.
Die Äußerungen der neun beteiligten Unternehmen sind im Folgenden in der chronologischen Reihenfolge ihrer Programmzugehörigkeit sortiert.
Als PRISM enthüllt wurde, reagierten die großen Internetdienste überrascht und erschüttert über die massive Überwachung. Entgegen ihrer Beteuerungen hatten sie aber laut NSA davon gewusst.

### Microsoft
In einer offiziellen Pressemitteilung vom 6. Juni 2013 beteuerte Microsoft, gespeicherte Daten ausschließlich dann bereitzustellen, wenn dies durch ein rechtsverbindliches Dokument verlangt werde. Microsoft werde Daten nicht auf freiwilliger Basis herausgeben und sei auch nicht an einem existierenden freiwilligen größeren Überwachungsprogramm der Regierung beteiligt.
Microsoft veröffentlichte am 15. Juni 2013 nach Rücksprache mit den Behörden die Gesamtzahl der Regierungsanfragen, die sie im zweiten Halbjahr 2012 erhalten hatten. Es wird dabei nicht ausgewiesen, welche nach FISA und welche per Durchsuchungsbeschluss angefordert wurden. Laut John Frank, Vice President & Deputy General Counsel (Deutsch: Stellvertretender Leiter des Rechtressorts) von Microsoft Corp., gab es sechs- bis siebentausend Anfragen, die zwischen 31.000 und 32.000 Nutzerkonten betrafen: “We continue to believe that what we are permitted to publish continues to fall short of what is needed to help the community understand and debate these issues.” (Frank John: Microsoft, deutsch: „Weiterhin glauben wir, dass das, was wir veröffentlichen dürfen, nach wie vor kürzer greift, als das, was die Gemeinschaft braucht, um diese Angelegenheiten verstehen und diskutieren zu können.“)

### Yahoo
Von Yahoo ist als einzigem der genannten Unternehmen bekannt geworden, dass sie sich gegen den Zugriff auf Daten ihrer Nutzer zur Wehr gesetzt haben. Im Jahr 2008 reichte das Unternehmen Klage vor der Berufungsinstanz des United States Foreign Intelligence Surveillance Court ein, um eine vorherige Anweisung des Gerichts gegen Yahoo prüfen zu lassen. Nach Auffassung des Unternehmens wäre die Anordnung zu umfangreich und unspezifisch. In der Entscheidung vom 22. August 2008 bestätigte die Berufungsinstanz die Anweisung und erklärte, dass eine Weigerung mit hohen Geldstrafen gegen das Unternehmen oder Freiheitsstrafen gegen die Geschäftsführung belegt sei. Erst im September 2014 wurde freigegeben, dass es bei dem Streit um Verbindungs- und Inhaltsdaten ging und PRISM der Gegenstand des Verfahrens war. Bis dahin gingen alle Beobachter davon aus, dass nur die Herausgabe von Verbindungsdaten verlangt und bestätigt worden war.
Am 17. Juni 2013 veröffentlichte Yahoo in seinem Blog eine Stellungnahme und erklärte, für den Zeitraum vom 1. Dezember 2012 bis zum 31. Mai 2013 zwischen zwölf- und dreizehntausend Anfragen seitens US-Behörden erhalten zu haben. „Die meisten betrafen kriminalpolizeiliche Ermittlungen, aber auch FISA-Anfragen waren darunter“, erklärten Marissa Mayer (CEO) und Ron Bell (General Counsel) von Yahoo! Corp. Gleichzeitig kündigte Yahoo für den Sommer an, seinen ersten globalen Strafverfolgungstransparenzbericht veröffentlichen zu wollen.

### Google
Larry Page (CEO) sagte, er habe erst Anfang Juni 2013 von PRISM erfahren, während Der Spiegel unter Berufung der NSA-Dokumente berichtete, dass Google seit dem 14. Januar 2009 Teilnehmer von PRISM sei.
Außerdem erklärten er und David Drummond (Chief Legal Officer), Nutzerdaten nur dann an Regierungen weiterzugeben, wenn gesetzliche Regelungen dies verlangten. Des Weiteren hätten keine staatlichen Organe innerhalb und außerhalb der USA direkten Zugriff auf die Rechenzentren des Konzerns.
Laut eigener Aussage stellt Google, sobald es rechtlich verpflichtet ist, Daten selbst zur Verfügung (per Secure File Transfer Protocol). Die Fahnder hätten keinen direkten Zugriff auf die Server selbst.
Die am 15. Juni von Facebook und Microsoft praktizierte Vorgehensweise, lediglich Gesamtzahlen zu staatlichen Anfragen zu veröffentlichen, wurde von Google kritisiert. In Anspielung auf den eigenen Transparenzbericht möchte Google differenzierter öffentlich aufschlüsseln dürfen, welche Anfrage von welcher Behörde kam und eröffnete in einem Statement:

“We have always believed that it’s important to differentiate between different types of government requests. We already publish criminal requests separately from national security letters. Lumping the two categories together would be a step back for users. Our request to the government is clear: to be able to publish aggregate numbers of national security requests, including FISA disclosures, separately.”

„Wir haben immer daran geglaubt, dass es wichtig ist, zwischen verschiedenen Arten von staatlichen Anfragen zu unterscheiden. Wir veröffentlichen bereits Anfragen der Strafverfolgungsbehörden separat von solchen zur nationalen Sicherheit. Diese beiden Kategorien zusammen zu würfeln, würde ein Rückschritt für die Nutzer sein. Unsere Aufforderung an die Regierung ist klar: Wir möchten in der Lage sein, aggregierte Zahlen der Anfragen aus Gründen der nationalen Sicherheit, einschließlich FISA, separat zu veröffentlichen.“

Dem stimmte Ben Lee, Legal Director von Twitter Inc., via Twitter zu: “We agree with @Google: It’s important to be able to publish numbers of national security requests – including FISA disclosures – separately.” (Ben Lee: Twitter, deutsch: „Wir stimmen Google zu: Es ist wichtig, Zahlen zu Anfragen zur nationalen Sicherheit – inklusive der FISA-Anfragen – getrennt veröffentlichen zu dürfen“)
Bezugnehmend auf den ersten Verfassungszusatz reichte Google am 18. Juni 2013 beim United States Foreign Intelligence Surveillance Court (FISC) eine Anfrage ein, um die Veröffentlichung detaillierterer Daten zu erwirken: „Google habe das verfassungsmäßige Recht über Informationen zu sprechen, die es gezwungen ist, den Behörden mitzuteilen.“

### Facebook
Joe Sullivan, Chief Security Officer (Sicherheitschef) bei Facebook Inc., wies am 6. Juni 2013 die Vorwürfe zurück, nach denen Facebook Regierungsbehörden Informationen oder Zugang zu den Facebook-Servern bereitstelle. Jedoch stelle Facebook erhobene Daten im notwendigen, gesetzlichen Rahmen bereit. Mark Zuckerberg, der CEO von Facebook, gab einen Tag später in seinem Netzwerk bekannt, dass „Facebook nie Teil eines Programms gewesen ist, das einer Regierung direkten Zugang zu Nutzerdaten gewährte“. Man habe vor den Medienberichten nie von PRISM gehört und werde weiterhin aggressiv kämpfen, um die Nutzerdaten geheim und sicher zu halten.
Nach erfolgter Rücksprache mit den Behörden veröffentlichte Facebook am 15. Juni 2013 im eigenen Blog die Gesamtzahl der Regierungsanfragen, die sie in der zweiten Jahreshälfte 2012 erhalten hatten, ohne dabei näher aufzuschlüsseln, wie viele Anfragen nach FISA und per Durchsuchungsbeschluss erfolgten. Zwischen 18.000 und 19.000 Facebook-Nutzerkonten wurden demnach von neun- bis zehntausend Regierungsanfragen betroffen. Nach Ted Ullyot, General Counsel bei Facebook Inc., wird sich Facebook jedoch darum bemühen, weitere Details veröffentlichen zu dürfen.
Zwischen Facebook und NSA gibt es, wie die New York Times berichtete, personelle Zusammenhänge, denn der frühere Leiter der Abteilung für Sicherheit (und damit auch Datensicherheit der Nutzer) Max Kelly verließ 2010 Facebook und ließ sich vom Geheimdienst NSA anstellen.
In Bezug auf Facebooks Datenweitergabe an die NSA und andere Geheimdienste wurde am 18. Juni 2014 bekannt, dass der Europäische Gerichtshof über PRISM im Rahmen einer Klage von Maximilian Schrems und seiner Kampagne „Europe versus Facebook“ entscheiden könnte.

### Paltalk
Paltalk, ein Chatservice für Text, Sprache und Video mit je einem Drittel seines Geschäfts in Asien, im Mittleren Osten und den USA, gab dem Wall Street Journal am 7. Juni 2013 ein knappes Statement:

“We have not heard of PRISM. PalTalk exercises extreme care to protect and secure users’ data, only responding to court orders as required to by law. PalTalk does not provide any government agency with direct access to its servers.”

„Wir hatten noch nichts von PRISM gehört. PalTalk übt extreme Sorgfalt aus, die Nutzerdaten zu schützen und zu sichern, und reagiert nur auf gesetzeskonforme Gerichtsbeschlüsse. PalTalk stellt keine Nachrichtendienste gleich welcher Regierung einen direkten Zugriff auf seine Server zur Verfügung.“

### AOL
AOL gab am 7. Juni 2013 über seinen Blog in einem kurzen Statement der Corporate Communications Abteilung bekannt:

“We do not have any knowledge of the Prism program. We do not disclose user information to government agencies without a court order, subpoena or formal legal process, nor do we provide any government agency with access to our servers.”

„Wir haben keine Kenntnis über das Prism-Programm. Wir geben keine Informationen über Nutzer ohne Gerichtsbeschluss, Vorladung oder Beschreiten des formellen Rechtswegs an Regierungsbehörden weiter, noch gewähren wir irgendeiner Regierungsbehörde Zugriff zu unseren Servern.“

### Apple
„Wir haben nie von PRISM gehört“, wies Steve Dowling, Pressesprecher von Apple, die Vorwürfe am 6. Juni 2013 zurück. Er gab an, dass keine Regierung direkten Zugriff auf die Apple-Server habe und jede Freigabe gespeicherter Daten einer richterlichen Anordnung bedürfe.
Nach Apples anfänglichem Dementi gab der Konzern am 16. Juni 2013 an, seit Dezember 2012 bis zu 5000 Anfragen nach Nutzer-Informationen von US-Behörden erhalten zu haben, wovon die doppelte Zahl von Kundenkonten betroffen gewesen sei. Bei einem Großteil der Anfragen habe es sich um Polizeiermittlungen gehandelt.

### Dropbox
„Wir haben Berichte zur Kenntnis genommen, dass Dropbox angefragt worden ist, an einem Regierungsprogramm namens PRISM teilzunehmen. Wir sind nicht Teil eines solchen Programms und bleiben bei der Zusage, die Persönlichkeitsrechte unserer Benutzer zu schützen.“

## Quelle des Lecks: Edward Snowden
Edward Snowden hatte sich in einem Video dazu bekannt, die Daten an verschiedene Zeitungen gesandt zu haben. Er war in der Vergangenheit sowohl Mitarbeiter der CIA als auch der NSA. Später war er bei der Firma Booz Allen Hamilton angestellt und arbeitete auf Hawaii als externer Mitarbeiter in einem NSA-Büro. Im Rahmen dieser Tätigkeit hatte er Zugriff auf die geheimen Dokumente, kopierte sie und gab sie schließlich an die Presse weiter. Zuerst hielt er sich in Hongkong auf und bat um politisches Asyl. Später reiste er nach Russland. Sein genauer Aufenthaltsort ist unbekannt. Die Ausreise Snowdens aus Hongkong nach Russland hat zu diplomatischen Verwicklungen geführt. Die USA äußerten sich über die passive Haltung Chinas und Russlands empört.
In einem Interview mit dem Guardian beschrieb er, dass die Datensammlung der NSA sogar eine deutlich größere Dimension habe, als die bisher von ihm enthüllten Dokumente andeuten: „Die NSA hat eine Infrastruktur aufgebaut, die ihr erlaubt, fast alles abzufangen. Wenn ich in Ihre E-Mails oder in das Telefon Ihrer Frau hineinsehen wollte, müsste ich nur die abgefangenen Daten aufrufen. Ich kann Ihre E-Mails, Passwörter, Gesprächsdaten und Kreditkarteninformationen bekommen.“ (Edward Snowden: Heise Online)
In einem knapp zweistündigen Live-Chat stand Snowden den Twitter-Followern vom Guardian am 17. Juni für Fragen zur Verfügung und präzisierte darin unter anderem einige seiner bisherigen Aussagen. Dabei legte er großen Wert darauf, dass seine Veröffentlichung nicht darauf abzielte, irgendwem zu schaden, sondern die Menschen darüber zu informieren, wie weitreichend die Ausspähungen seien.

“I did not reveal any US operations against legitimate military targets. I pointed out where the NSA has hacked civilian infrastructure such as universities, hospitals, and private businesses because it is dangerous… the public needs to know the kinds of things a government does in its name, or the ‘consent of the governed’ is meaningless.”

„Ich habe keine US-amerikanischen Operationen gegen legitime militärische Ziele aufgedeckt. Ich habe herausgestellt, wo die NSA zivile Infrastruktureinrichtungen wie Universitäten, Krankenhäuser und die Privatwirtschaft gehackt hat, weil das gefährlich ist … die Öffentlichkeit muss die Dinge erfahren, die die Regierung in ihrem Namen unternimmt, andernfalls wäre die ‚Zustimmung der Regierten‘ bedeutungslos.“

## Auswirkungen

### Diplomatische Verwicklungen
Nachdem der Whistleblower Edward Snowden nach Hongkong geflohen war, ein teilautonomes Gebiet der Volksrepublik China, erließ die amerikanische Staatsanwaltschaft am 22. Juni 2013 einen Haftbefehl gegen Snowden. Darin wird er der Spionage bezichtigt. Snowden konnte jedoch unbehindert nach Russland ausreisen, angeblich sogar mit offizieller Billigung der chinesischen Regierung. Die amerikanische Regierung sieht durch das Handeln von China und auch Russlands die gegenseitigen Beziehungen belastet.

### Deutschland
Laut einer vom britischen Guardian veröffentlichten Weltkarte der NSA, die den Umfang der Erhebung, Ausspähung und Auswertung der mit PRISM gewonnenen Daten visualisieren soll, gehört Deutschland zu den Ländern der Welt, aus denen am meisten Daten gesammelt würden. So wurde die Bundesrepublik im März 2013 mit Hilfe von PRISM ähnlich stark überwacht wie beispielsweise Saudi-Arabien, der Irak oder China.

### USA / Großbritannien
Nach Bekanntwerden des Programms erlebte der Roman 1984 von George Orwell, in dem ein totalitärer Präventions- und Überwachungsstaat geschildert wird, in Großbritannien und den Vereinigten Staaten einen Verkaufsboom. Nach Medienberichten stieg das Werk Mitte Juni 2013 in der Liste der meistverkauften Bücher des Internet-Buchhändlers Amazon.com in den USA auf Rang 66 und in Großbritannien auf Platz 42.

### Weltweit
Alternative Suchmaschinen-Anbieter mit höherer Datensparsamkeit wie beispielsweise Ixquick oder DuckDuckGo sind offenbar Gewinner der Situation seit Veröffentlichung der ersten Dokumente durch Snowden. Da die Suchmaschinen keine Benutzerdaten speichern, haben seit dem Bekanntwerden von PRISM die täglichen Suchanfragen-Zahlen stark zugenommen.
Mit PRISM Break ist ein Projekt entstanden, welches kostenfreie und quelloffene Alternativen zu den Angeboten der neun betroffenen Unternehmen auflistet. Darüber hinaus sollen die gelisteten Alternativen aufgrund ihrer spezifischen Vorgehensweise wesentlich sicherer vor Abhörmaßnahmen sein.